# Rosema rotunda
Rosema rotunda är en fjärilsart som beskrevs av Max Wilhelm Karl Draudt 1934. Rosema rotunda ingår i släktet Rosema och familjen tandspinnare. Inga underarter finns listade.